# جرجخيلة
الجُرجَخيلة أو الجُرجَخلة (بالجورجية: ჩურჩხელა) تعتبر من الحلويات الجورجية التقليدية على شكل شمعة، المدرجة في قائمة التراث الثقافي غير المادي لجورجيا، المكونات الرئيسية هي العنب، المكسرات، والدقيق، يربط اللوز والجوز والبندق والشوكولاتة وأحيانًا الزبيب على خيط مغموس بعصير العنب الكثيف أو عصائر الفاكهة وتجفيفه في شكل السُجُق. ويُسمى في بعض مناطق سورية جُق مُلَبّن أو ملبن بالجوز.

## التحضيرات
يصنع الجورجيون الجُرجَخيلة عادةً في فصل الخريف عندما تُحصد المكونات الأساسية كالعنب والمكسرات، وهو سلسة من أنصاف الجوز تُغمس في عصير العنب يطلق عليه «فلاموشي أو تتارة (عصير العنب الكثيف بالدقيق)» وتجفيفه في الشمس، لا يضاف السكر لصنع الجُرجَخيلة الأصلية، بدلاً من الجوز يُستخدم البندق أو اللوز في بعض الأحيان في مناطق غرب جورجيا.
شكل الجُرجَخيلة يشبه الشمعة، حمل المحاربون الجورجيون الجُرجَخيلة معهم لأنها تحتوي على الكثير من السعرات الحرارية، أشهر جُرجَخيلة تصنع في منطقة كاخيتي، والتي تشتهر بأنها موطن النبيذ.
يوضع العصير في مرجل كبير من البرونز ويُسخن ببطء، تضاف كمية صغيرة من تربة بيضاء خاصة تسمى asproi إلى العصير المغلي وتؤدي إلى ارتفاع الشوائب إلى السطح، حيث تُجمع وتُزال. من الممكن استبدال asproi ببيرة اللاجر عند عدم توفره، والتي لها نتيجة مماثلة. بمجرد اكتمال عملية التطهير يترك السائل ليبرد، بعد ذلك يضاف الدقيق مع التحريك وتسخين الخليط، عندما يصل إلى الاتساق الصحيح بناءً على معدل فقاعات البخار ولزوجة الخليط، يُرفع من النار. أصبح المزيج المسمى Badagi جاهزًا للاستخدام الآن في الخطوة التالية في عملية صنع الجُرجَخيلة، والتي تتكون من إعداد المكسرات للغمس.
قبل تعليقها يجب أن تقشر المكسرات وتغمر في الماء لتليينها، بمجرد أن تصبح لينة بما فيه الكفاية،تُعلق على خيوط بطول 2-3 أمتار، تُغمس الخيوط في خليط بداجي حتى تتغطى بالكامل. تتكرر هذه العملية عدة مرات (عادة ثلاث مرات) حتى يصل سمك الجرجخيلة إلى السُمك المرغوب، ثم تُترك خيوط الجُرجَخيلة لتجف مدة تراوح من 5 إلى 6 أيام، بعد ذلك تصبح جاهزة للاستهلاك أو التخزين، على الرغم من أن بعض الأشخاص يفضلون تناولها طازجًة.

## الاستهلاك
جُرجَخيلة هي وجبة خفيفة تقدم سنويًا في احتفالات العيد المسيحي. في الزمن القديم كانت النساء ترسل الجرجخيلة للرجال في الحرب ليأكلوها في الصفوف الأمامية، خصوصا بسبب حجمها العملي، وقدرتها على عدم التعفن لفترات طويلة من الزمن، وقوامها الثقيل الذي يبقي بطونهم ممتلئة، فكانت الوجبة مساعدة لهم طيلة الوقت.

## مَعْرِض الصور

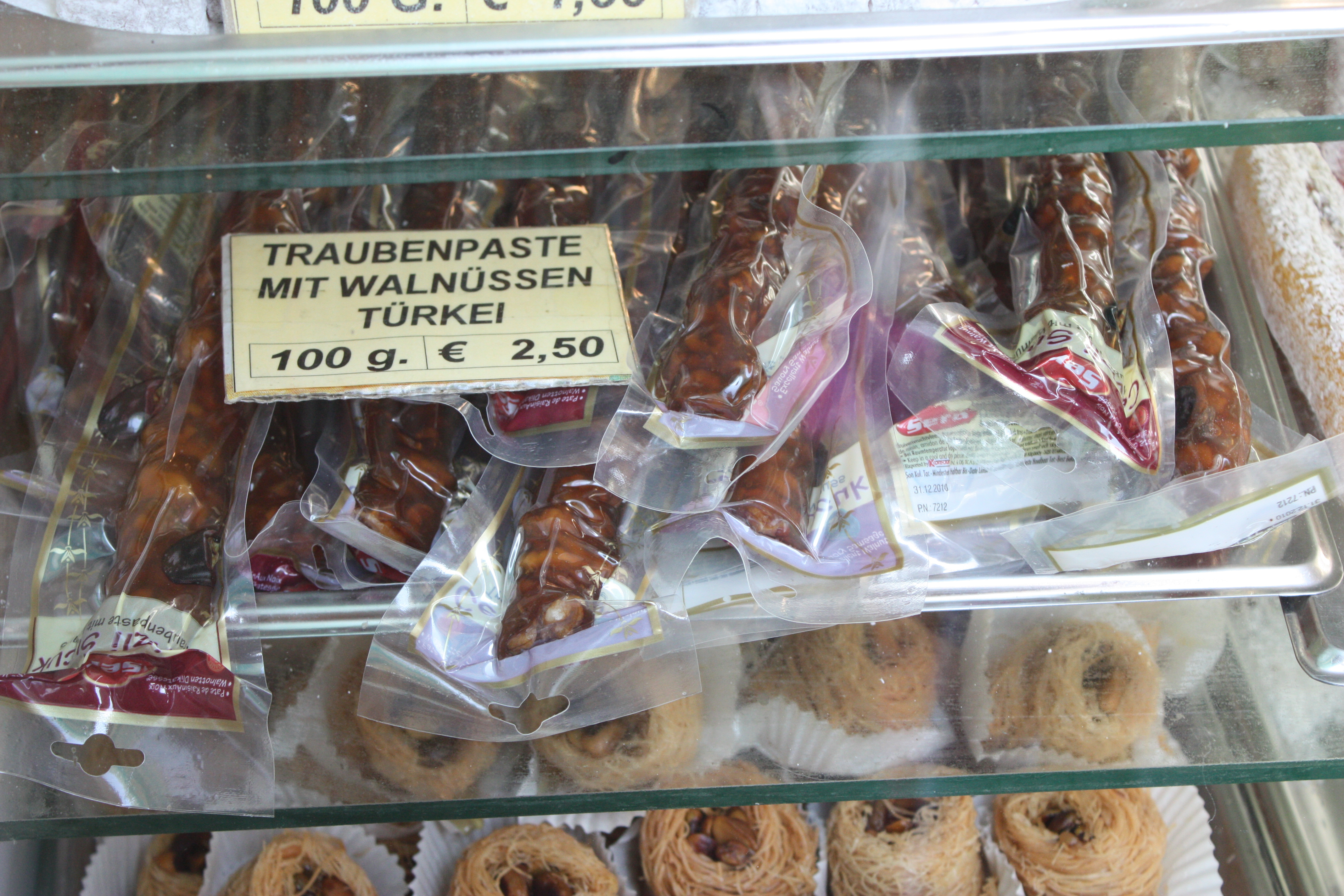
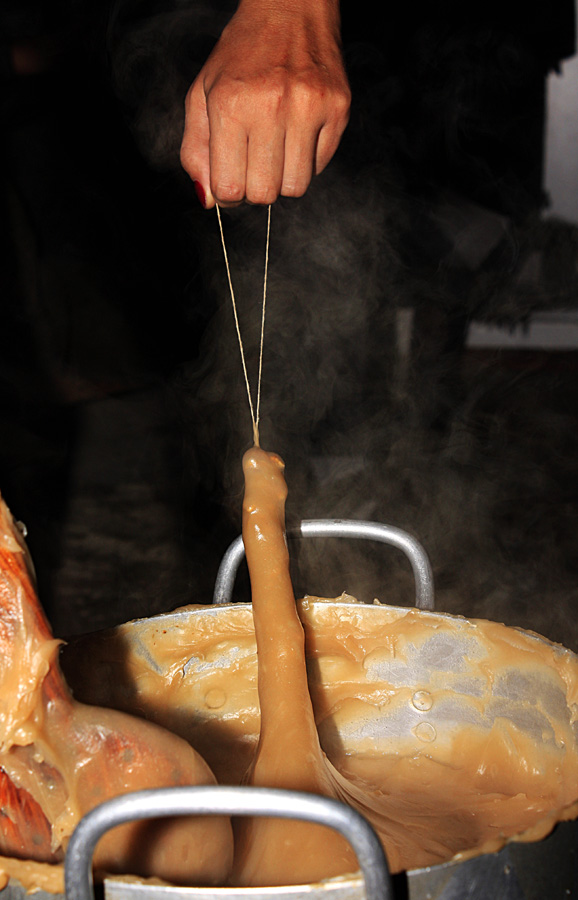
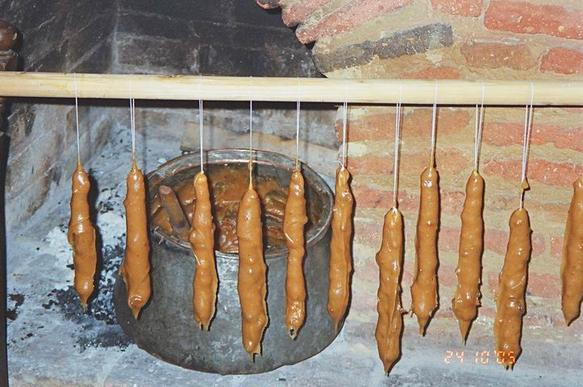
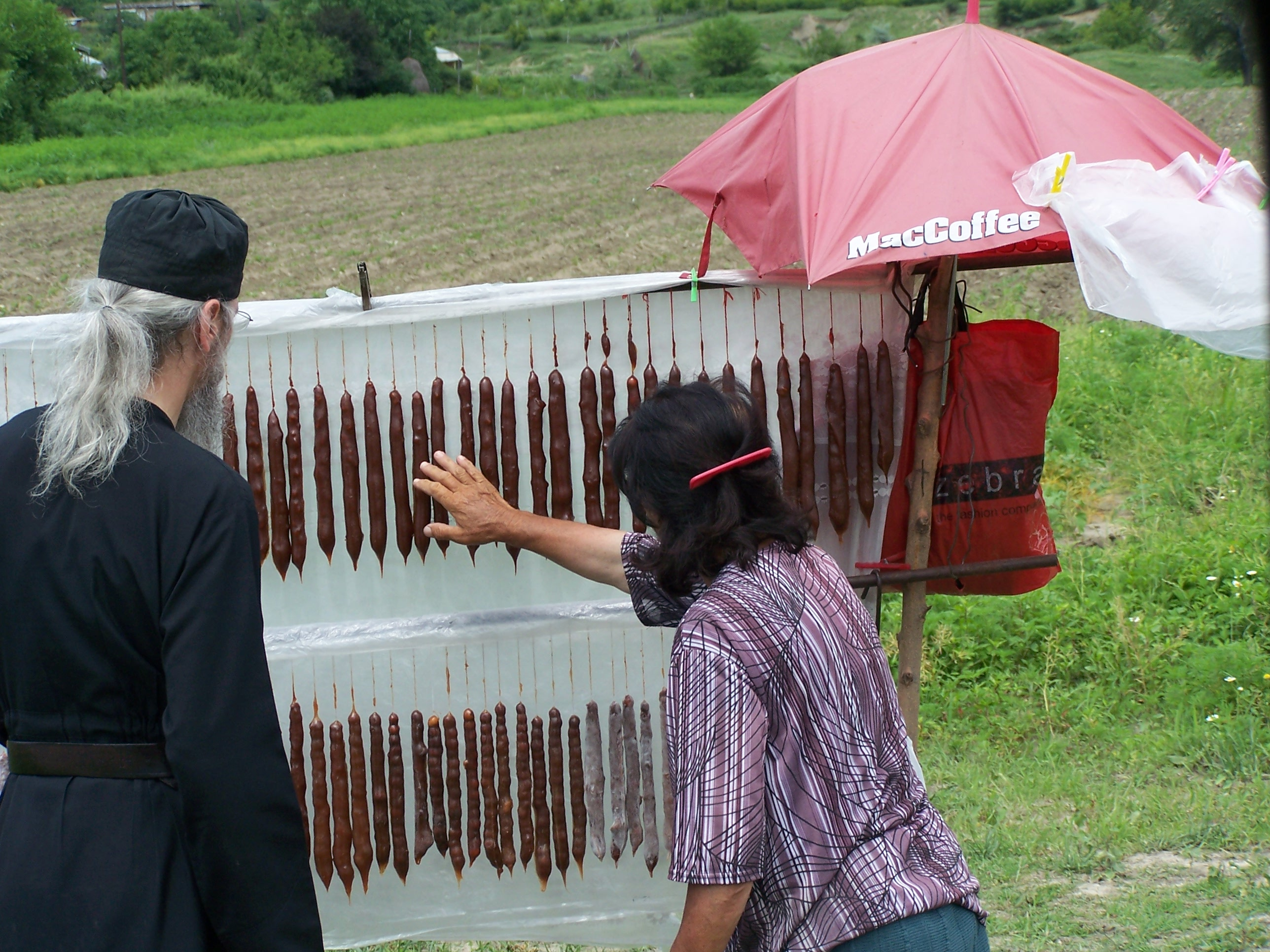
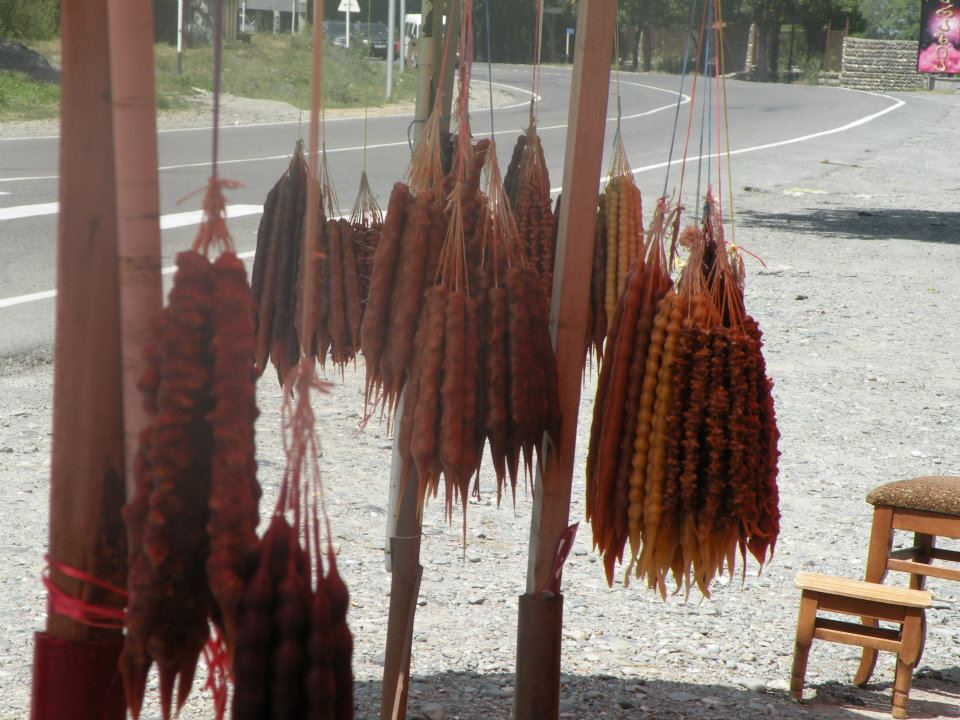
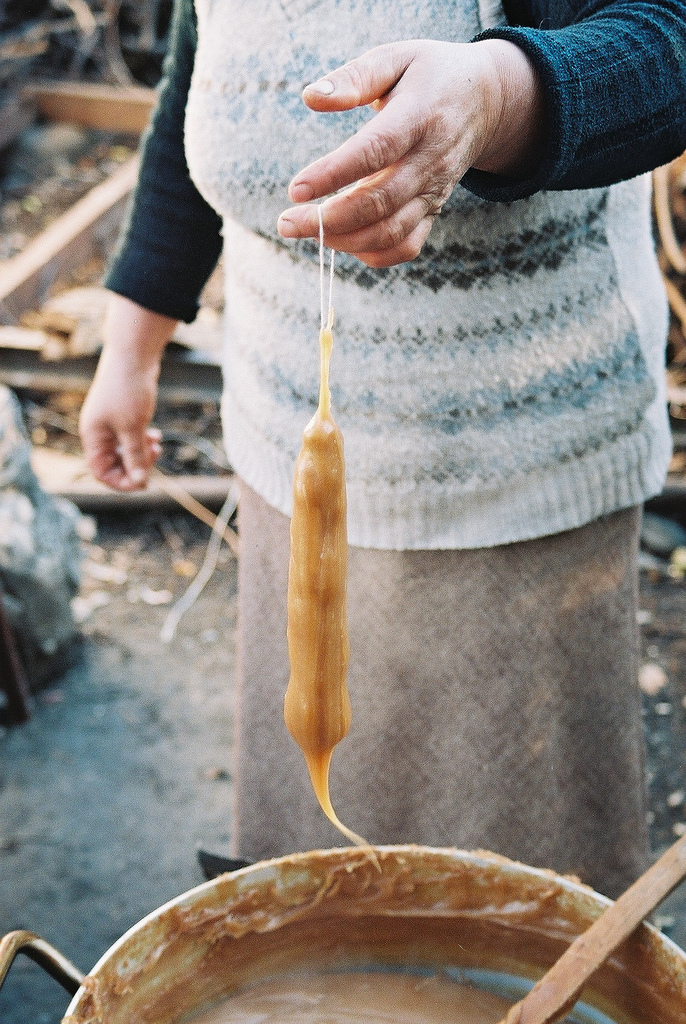